# Open Group
L'Open Group est un consortium de normalisation neutre vis-à-vis des fournisseurs et des technologies (c'est-à-dire qu'il ne dépend pas d'une marque ou d'une technologie en particulier) composé de plus de trois cents organisations membres. L'Open Group définit des normes dans le domaine de l’ingénierie informatique, en particulier les interfaces de programmation.

## Historique
Au début des années 1990, la plupart des fournisseurs de systèmes UNIX ont commencé à s’apercevoir que les rivalités de standards (dite « Guerre des UNIX ») faisait plus de mal que de bien à l'ensemble des protagonistes en laissant la concurrence ouverte à Microsoft. On peut considérer la mise en place du Common Open Software Environment en 1993 comme un premier pas vers l'unification dont la fusion en 1996 de l'Open Software Foundation (OSF) et d'X/Open Company pour former l'Open Group serait l'aboutissement. Étant donné que l'OSF avait fusionné avec UNIX International en 1994, l'Open Group représentait alors effectivement tous les éléments de la communauté UNIX de l'époque.
- En 1994, Novell transfère la marque Unix à X/Open.
- En 1997, le Consortium X a transféré ses droits et responsabilités sur X Window System à l’Open Group.
- En 1999, X.Org a été mis en place pour gérer X Window System avec les moyens fournis par l'Open Group. Les membres d'X.Org ont développé plusieurs distributions jusqu'à X11R6.8 alors que l'Open Group fournissaient les moyens de gestion du projet.
- En 2004, X.Org et l'Open Group ont collaboré pour établir la Fondation X.Org qui a alors pris le contrôle du nom de domaine x.org et la gestion d'X Window System.

## Activités
L’organisation est reconnue pour la publication de la Single UNIX Specification, qui remplace les normes POSIX aux yeux de plusieurs développeurs de systèmes d’exploitation.
L’Open Group possède également la marque de commerce UNIX. L’Open Group offre des services de certification, de test de conformité aux normes et plusieurs publications à l’usage des divers systèmes d’exploitation dérivés d’Unix. Nombre de ces publications sont accessibles aux membres exclusivement.
Au cours de son existence, l’organisation invente et standardise, notamment:
- La Single UNIX Specification
- La Call Level Interface (à la base d’ODBC)
- Le Common Desktop Environment, CDE
- OpenDoc, une ancienne spécification pour documents composites
- LDAP (le Lightweight Directory Access Protocol)
- L’ensemble de widgets, Motif (utilisé dans CDE)

L’Open Group certifie également des logiciels hors de leur contrôle, tel :
- Les implémentations de CORBA, Common Request Broker Architecture, tel que défini par le Object Management Group
- La Linux Standard Base du Free Standards Group

Le terme UNIX98 fut mis en place par l’Open Group.
L'Open Group a développé un framework méthodologique d'architecture informatique (TOGAF - The Open Group Architecture Framework) utilisé par les Architectes d'Entreprise (EA).

## Organisations similaires
- W3C
- IEEE